# Cyril Saulnier
Cyril Saulnier (* 16. August 1975 in Toulon) ist ein ehemaliger französischer Tennisspieler.

## Karriere
Saulnier gewann in seiner Karriere drei Titel auf der ATP Challenger Tour und erreichte 2005 bei den SAP Open sein einziges Finale auf der ATP World Tour. Im selben Jahr markierte er mit Rang 48 auch seine beste Weltranglistenplatzierung. 2007 spielte er letztmals mehrere Turniere.

## Erfolge
| Legende (Anzahl der Siege)  |
| Grand Slam                  |
| ATP World Tour Finals       |
| ATP World Tour Masters 1000 |
| ATP World Tour 500          |
| ATP World Tour 250          |
| ATP Challenger Tour (3)     |

### Einzel

#### Turniersiege
| Nr. | Datum              | Turnier  | Belag         | Finalgegner    | Ergebnis  |
| --- | ------------------ | -------- | ------------- | -------------- | --------- |
| 1.  | 2. August 1999     | Segovia  | Hartplatz     | Sergi Bruguera | 6:4, 7:5  |
| 2.  | 3. März 2003       | Besançon | Hartplatz (i) | Eric Taino     | 7:68, 6:4 |
| 3   | 12. September 2005 | Orléans  | Hartplatz (i) | Nicolas Mahut  | 6:3, 6:4  |

#### Finalteilnahmen
| Nr. | Datum            | Turnier  | Belag         | Finalgegner  | Ergebnis |
| --- | ---------------- | -------- | ------------- | ------------ | -------- |
| 1.  | 13. Februar 2005 | San José | Hartplatz (i) | Andy Roddick | 0:6, 4:6 |